# Érick Zonca
Érick Zonca (ur. 10 września 1956 w Orleanie) – francuski reżyser i scenarzysta filmowy. 
Znany głównie ze swojego głośnego i wielokrotnie nagradzanego debiutu fabularnego Wyśnione życie aniołów (1998). Film ten przyniósł mu m.in. Europejską Nagrodę Filmową dla odkrycia roku oraz Cezara za najlepszy film.
Przewodniczył jury sekcji "Cinéfondation" na 54. MFF w Cannes (2001).

## Filmografia

### Reżyser

#### Filmy fabularne
- 1998: Wyśnione życie aniołów (La vie rêvée des anges)
- 1999: Złodziejaszek (Le petit voleur)
- 2008: Julia
- 2014: Biały żołnierz (Soldat blanc) - telewizyjny
- 2018: Fleuve noir

#### Filmy krótkometrażowe
- 1993: Brzegi (Rives)
- 1994: Wieczne (Éternelles)
- 1997: Samotna (Seule)[1][2]